# Platyischnopus mirabilis
Platyischnopus mirabilis är en kräftdjursart som beskrevs av Stebbing 1888. Platyischnopus mirabilis ingår i släktet Platyischnopus och familjen Platyischnopidae. Inga underarter finns listade i Catalogue of Life.